# 以利亞·阿德巴約
以利亞·安魯奧路華保·奧路華費蘭米·奧路華湯米·奧路華拉拿·阿若米古利軒·艾迪巴約（英語：Elijah Anuoluwapo Oluwaferanmi Oluwatomi Oluwalana Ayomikulehin Adebayo，1998年1月7日—）是一名英格蘭職業足球員，現效力英冠球隊盧頓。在效力史雲頓期間曾擔任中後衛。
他具有尼日利亞血統。

## 榮譽
盧頓
- 英格蘭足球冠軍聯賽附加賽冠軍 : 2023[4]